# Голос кочевников
Го́лос коче́вников (Voice of Nomads) — международный музыкальный фестиваль в формате этномузыки (world music). В основе идеологии фестиваля лежат три ключевых понятия: развитие, движение и свобода. Девиз фестиваля: «Пространство свободной музыки для свободных людей». Фестиваль формирует новое место общения, новое измерение на перекрестке городской культуры и национальных традиций.
Участники фестиваля — профессионалы, на основе народной музыки создающие современное музыкальное искусство. Отбор участников происходит по принципу «Фестиваль — пространство диалога культур, а не костюмированное фольклорное представление».
Проводится ежегодно с 2009 года в летнее время в Бурятии. Начав как узко локализованный праздник этномузыки, «Голос кочевников» стал одним из крупнейших в Азиатской России фестивалей world music в формате open air.
Учредитель фестиваля — министерство культуры Бурятии.

## История фестиваля

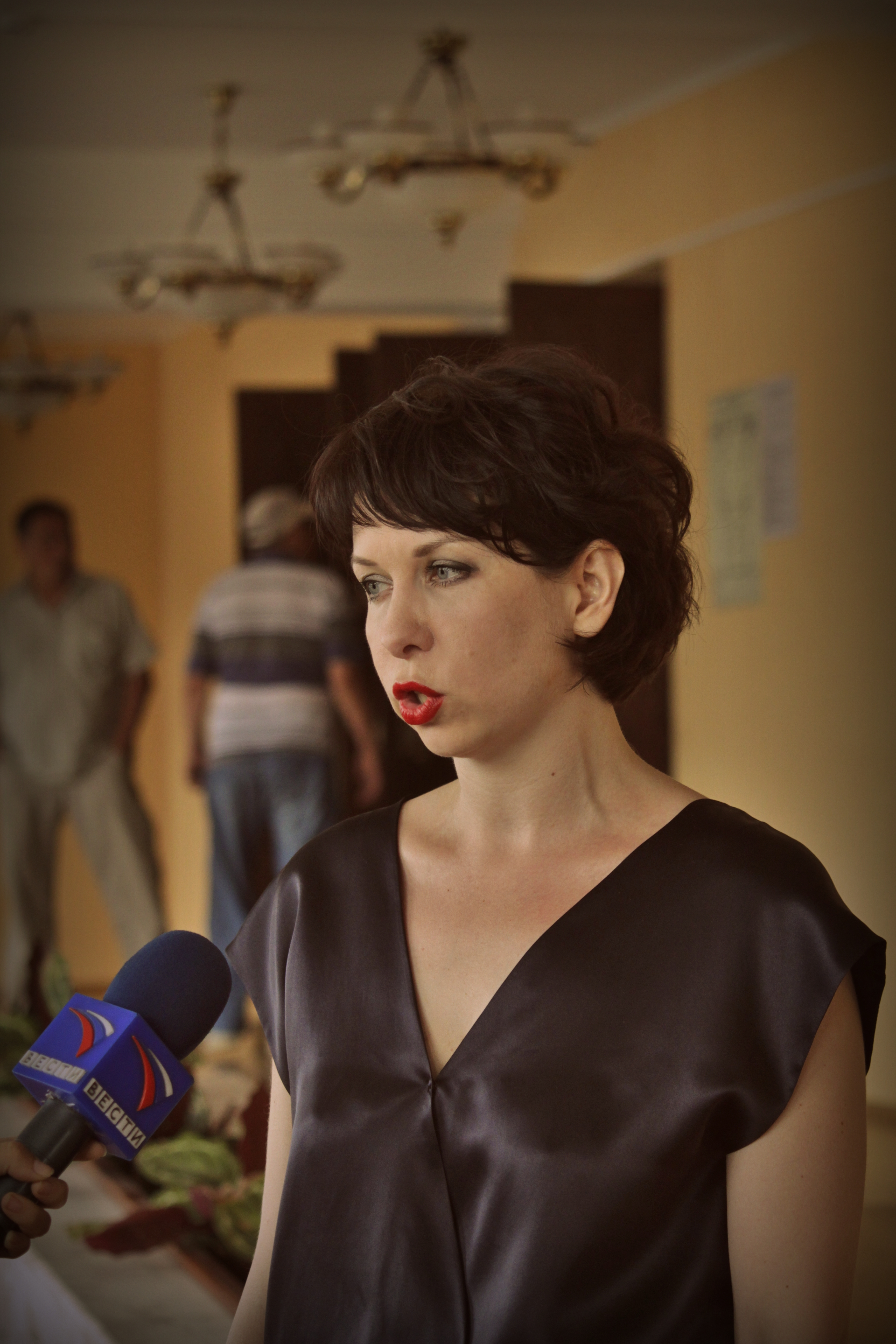
Наталья Уланова, директор фестиваля «Голос кочевников»

Идея создания фестиваля принадлежит министру культуры Бурятии Тимуру Цыбикову.
Бессменным директором фестиваля с 2009 года является журналист Наталья Уланова.
Первым ведущим фестиваля стал Назим Надиров — один из главных специалистов по этнической музыке в России, востоковед, лингвист, продюсер, журналист. Он же и придумал название фестивалю — «Голос кочевников».
Первый «Голос» в 2009 году стал фестивалем этнической музыки, собрав большое количество фольклорных коллективов.
Из представителей world music были только ставшая уже звездой мирового уровня певица из Внутренней Монголии Урнаа Чахар-Тугчи и венгерский скрипач Золтан Лантос.
Чтобы сделать мероприятие интересным событием не только для монголоязычного мира, организаторы решили существенно расширить спектр участников. Родилась концепция кочевой культуры, идею которой подсказал бурятский археолог Баир Дашибалов в документальном фильме о великой империи Хунну. Ученый сказал: «Номады (кочевники) — символ движения, свободы, воли». Эту мысль организаторы стали внедрять в идеологию фестиваля.
География участников с каждым годом расширяется. За короткую историю фестиваля в нем приняли участие многие коллективы из Бурятии, Монголии и Китая, а также знаменитые музыканты из разных уголков мира: группа «Хуун Хуур Ту» (Тыва), этно-хаос бенд «ДахаБраха» (Украина), одна из выдающихся вокалисток Азии Урна Чахар-Тугчи (Китай—Германия), норвежская группа Adjagas, американская фолк-певица Нина Настасья, японский коллектив Oki dub Ainu band, цыганский оркестр из Бельгии Antwerp Gipsy-Ska Orkestra, Дэвид Браун и группа Brazzaville из США.
В 2012 году в программу фестиваля впервые включили кино-показы и выставку. В зале Бурятской филармонии зрители смогли увидеть фильмы режиссёра Баира Дышенова «Наказ матери», три документальных фильма о жизни шэнэхенских бурят производства киностудии «Сансар» — «Праздник снега», «Дом на краю степи», «Свадьба», фильм «Два коня Чингисхана» (Монголия/Германия) режиссёра Даваагийн Бямбасурэн, номинированного на «Оскар». В художественном музее имени Ц. Сампилова открылась этнофутуристическая выставка «Языки Мозаики» итальянского мастера Марко Бравура.
В 2012 году впервые часть программы фестиваля прошла под открытым небом на территории Этнографического музея народов Забайкалья.

## Голос кочевников 2009
- Время проведения: 16—17 октября 2009 года.
- Место проведения: Бурятия, Улан-Удэ, Театр Русской драмы
- Количество зрителей: около 1 тысячи человек.

Участники
фольклорная группа «АРЖААН» (РОССИЯ, ТЫВА). Урна Чахар-Тугчи (Китай—Германия), Бадма-Ханда Аюшеева (Россия, Бурятия), Drowned Sonqs (Россия, Иркутск), Урагшаа (Россия, Бурятия), Баттувшин (Монголия—Бурятия), Сэсэгма Дондокова (Россия, Бурятия), Цыден-Еши Бимбаев (Россия, Бурятия), Амар мэндэ (Монголия), Согтын Дабаа (Монголия), Домог (Монголия), Суух-хуур (Россия, Бурятия).

## Голос кочевников 2010
- Время проведения: 16—18 августа 2010 года.
- Место проведения: Бурятия, Улан-Удэ, Театр Русской драмы
- Количество зрителей: более 1 тысячи человек.

Участники
ADJAGAS (Норвегия) — экспериментальный инди-фолк. NOMADIC (Внутренняя Монголия, Китай) — фолк-рок. Buerte (Монголия) — этно-джаз. ДахаБраха (Украина) — этно-хаос бэнд. Julian Kytasty (США) — композитор, певец, бандурист и флейтист. Brazzaville (Испания—США) — инди-группа. Баттувшин (Бурятия—Монголия) — бурят-монгольские инструменты

## Голос кочевников 2011
- Время проведения: 19—22 июля 2011 года.
- Место проведения: Бурятия, Улан-Удэ, Бурятский театр оперы и балета
- Количество зрителей: около 1,5 тысячи человек.

Участники
Хуун Хуур Ту (Тыва), Сайнхо (Австрия—Тыва), Oki dub Ainu band (Япония), Эзэн (Внутренняя Монголия, Китай), Antwerp Gipsy-Ska Orchestra (Бельгия), Нина Настасья (США, Нью-Йорк), Volin huur (Россия, Бурятия). Джонон (Монголия), Дьөһөгөй (Якутия), Хулэг (Россия, Бурятия), Хун Хатан (Россия, Бурятия), Валентина Наханцакова (Россия, Бурятия), арт-трио Александра Рогачевского (Россия, Иркутск)

## Голос кочевников 2012

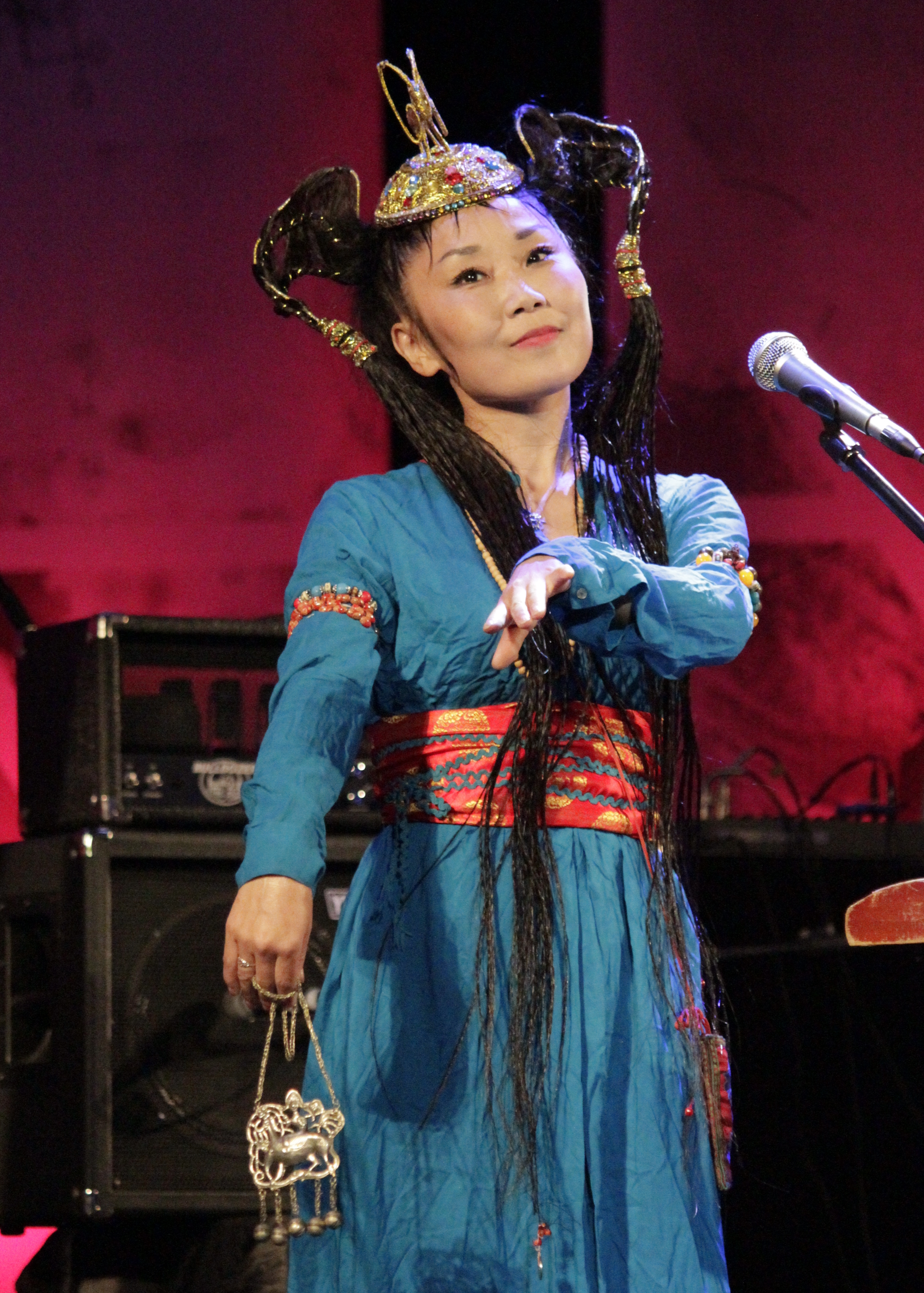
Намгар на «Голосе кочевников—2012»

- Время проведения: 11—13 июля 2012 года.
- Место проведения: Бурятия, Улан-Удэ, Бурятский театр драмы, Этнографический музей народов Забайкалья
- Количество зрителей: порядка 2 тысяч человек.

Участники
- 11 июля Намгар (Москва—Улан-Удэ), Anda Union (Внутренняя Монголия, Китай), Bombino (Нигер)
- 12 июля Anda Union (Китай), Mokoomba (Зимбабве)
- 13 июля Open air. Бурятия: Галия, Дашима, Алдар Дашиев, Эржена Санжиева и Урагшаа. Даша Баскакова и Cisfinitum (Москва), Uulzalga (Франция—Россия), Baianasystem (Бразилия)

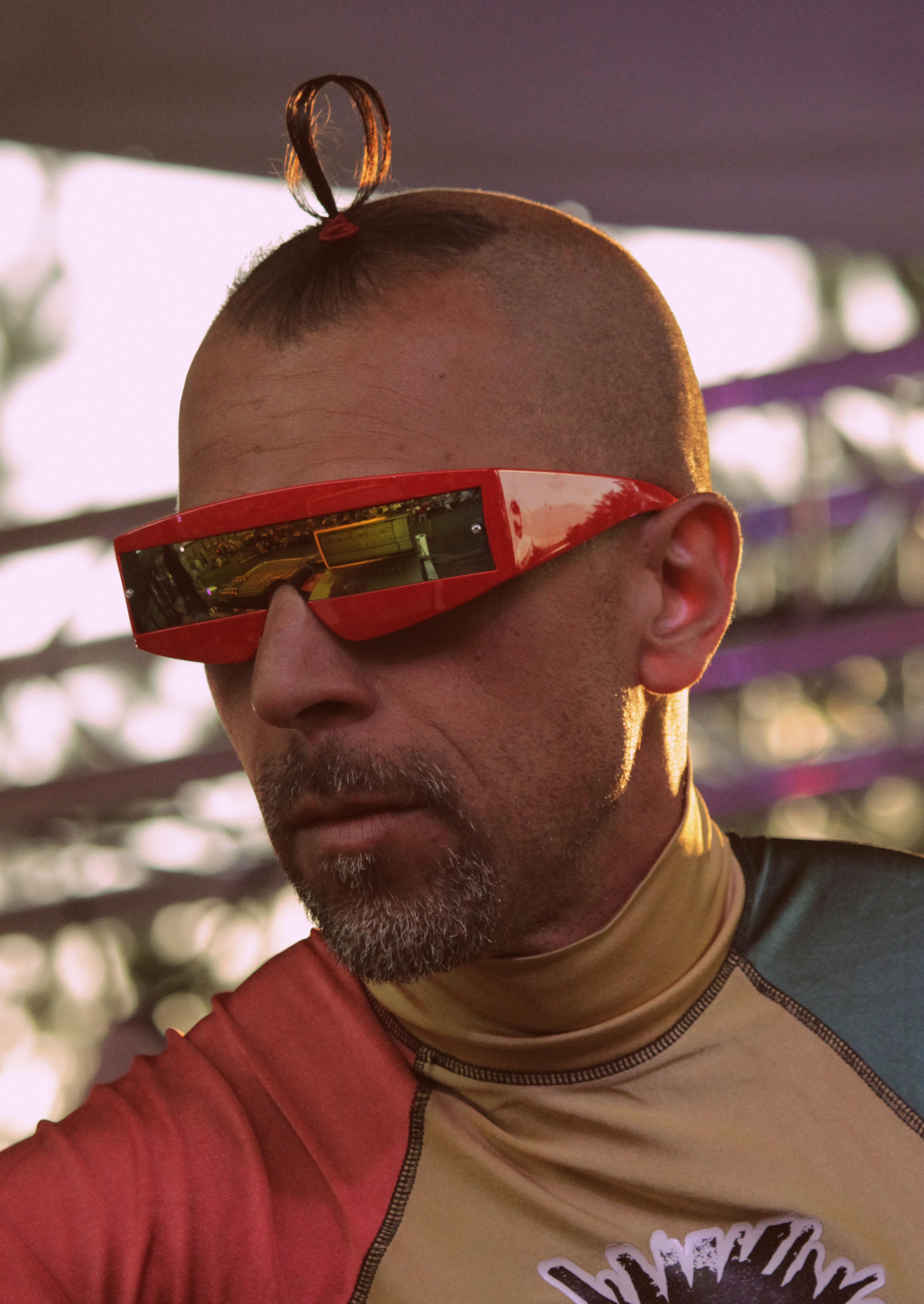
Uulzalga (Россия—Франция) на «Голосе кочевников—2012»
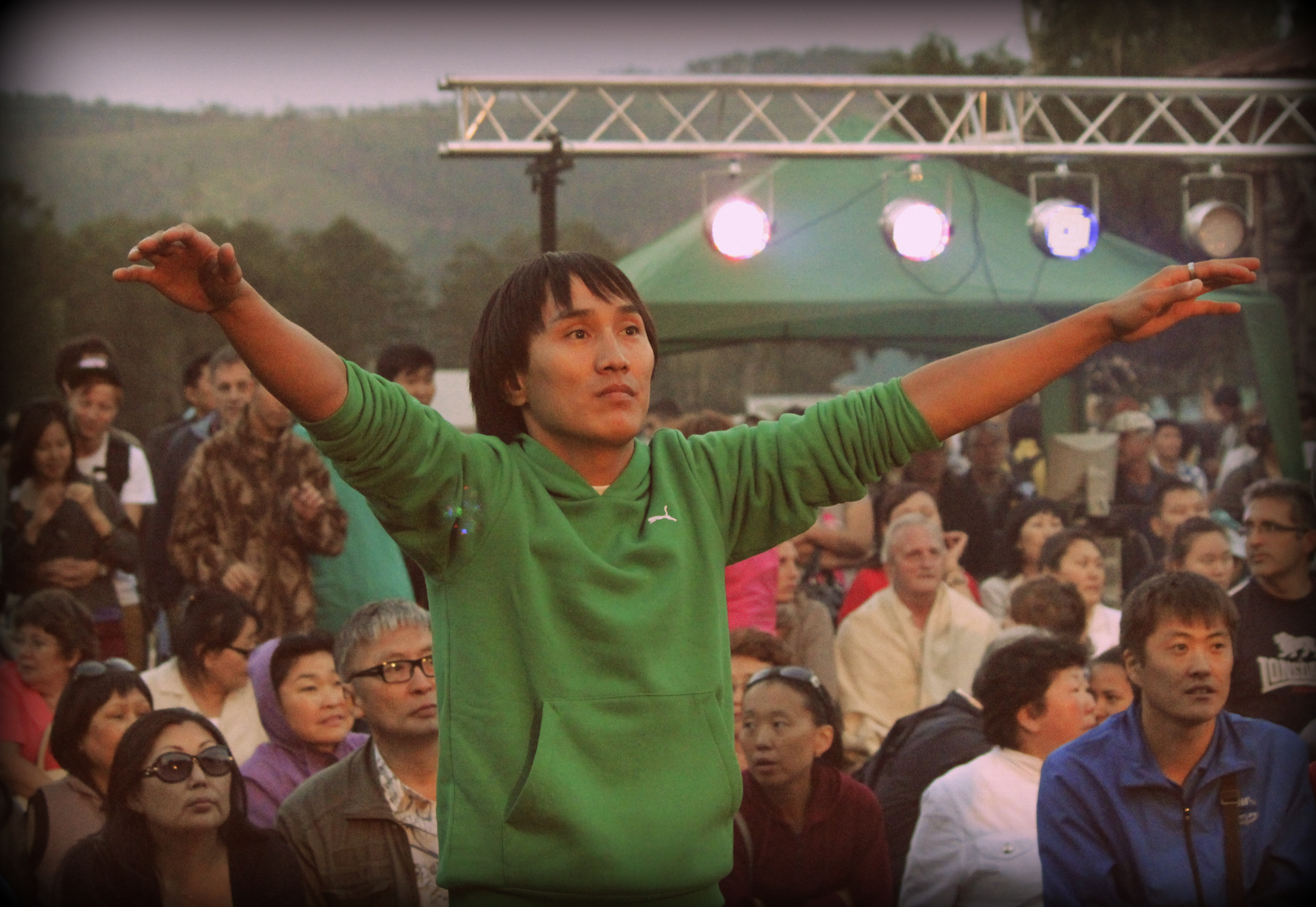
Опен-эйр в Этнографическом музее. «Голос кочевников—2012»
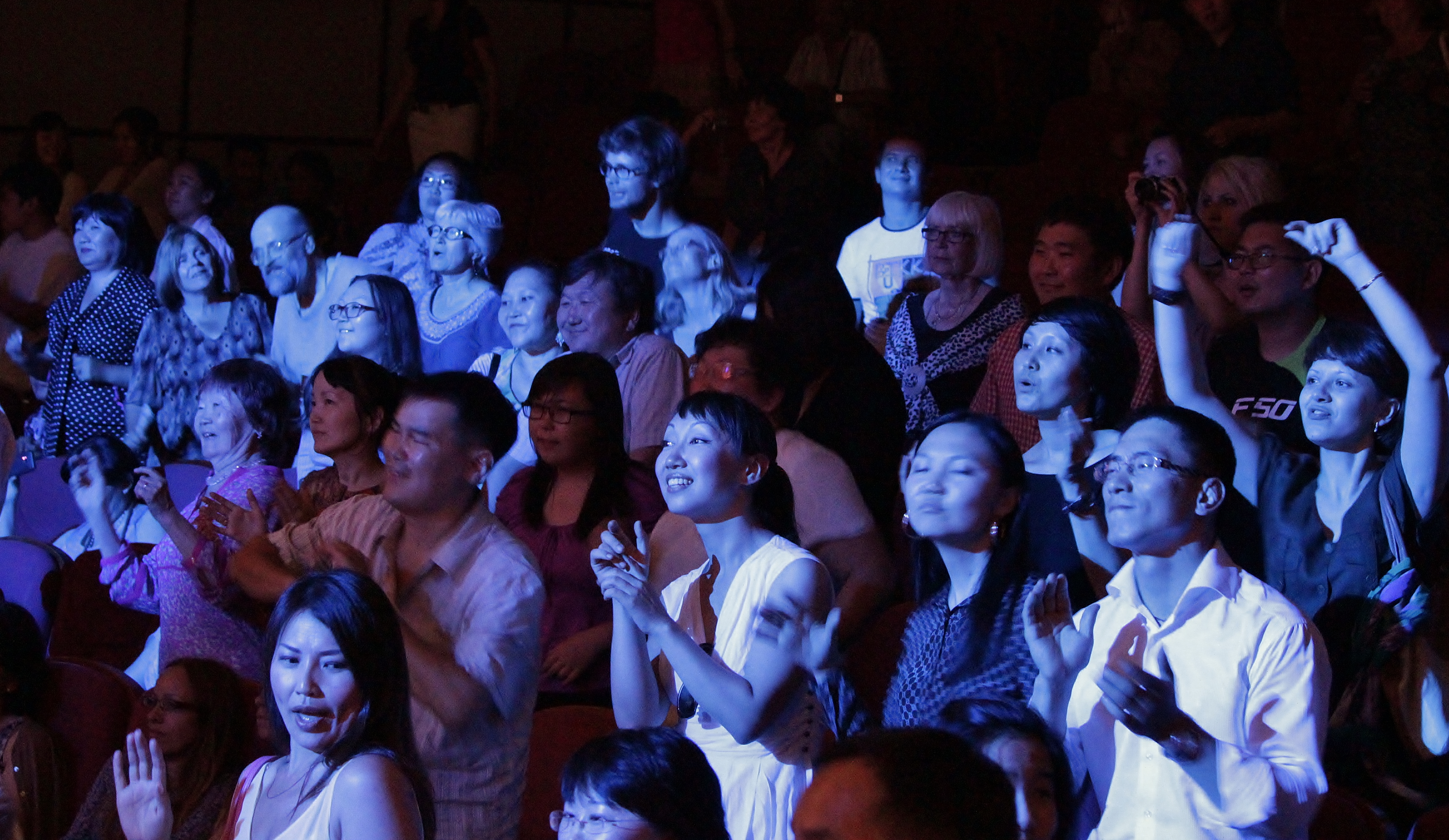
Зрители в Бурятском театре драмы. «Голос кочевников—2012»

## Голос кочевников 2013
- Время проведения: 11—13 июля 2013 года.
- Место проведения: Бурятия, Улан-Удэ, Бурятский государственный академический театр оперы и балета, Этнографический музей народов Забайкалья

Участники
- 11 июля ХАРТЫГА (Тыва), Алдар Дашиев (Бурятия), УРАГШАА-ЭТНО (Бурятия), CARMEN RIZZO (США), VALRAVN (Дания)
- 12 июля Уртын Дуучид (Монголия), ДАХАБРАХА & PORT MONE (Украина-Беларусь)
- 13 июля Open air. ДАШИМА & УРАГШАА-ЭТНО (Бурятия), Галия (Бурятия), THE RETUSES (Москва), ХАРТЫГА (Тыва), KOTTARASHKY & THE RAIN DOGS (Болгария), CARMEN RIZZO (США)

## Голос кочевников 2014
- Время проведения: 10—13 июля 2014 года.
- Место проведения: Бурятия, Улан-Удэ, Русский драматический театр имени Н. Бестужева, Этнографический музей народов Забайкалья

Участники
- 10 июля Музыкальный коллектив Петра Налича (Москва), Shono (Иркутск)
- 11 июля Altai (Монголия), GarGar (Кения), Żywiołak (Польша), Raging Fyah (Ямайка)
- 12 июля Open air. Nova Heart (Китай), Colt Silvers (Франция), GarGar (Кения), Żywiołak (Польша), Raging Fyah (Ямайка), Shono (Иркутск) и Zorge (Москва)
- 13 июля Open air. «МузЭнергоТур» — это фестиваль-гастролёр, который объединяет более 30 музыкантов из России, Испании, Швейцарии, Франции, Великобритании, Армении, Финляндии и США.

## Голос кочевников 2015
- Время проведения: 6—11 июля 2015 года.
- Место проведения: Бурятия, Улан-Удэ, Русский драматический театр имени Н. Бестужева, Бурятская филармония, Этнографический музей народов Забайкалья

Участники
- 6 июля Концерт-подношение к 80-летию Его Святейшества Далай-ламы XIV «Aглаг дайдым аялга» («Мелодии вольных степей»). Участники: Алдар Дашиев, Арюна Нимаева, Тимур Найданов, Мария Бутуева, Зоригма Дамшаева, Виктор Жалсанов, Лудуб Очиров, ансамбль бурятских народных инструментов под руководством Дмитрия Аюрова (Еши Дармахеев, Гэсэр Холхоев, Юлия Дайндарова, Жаргал Бадмадоржиев), Владимир Ткаченко, Саян Дашанимаев.
- 7 июля Mgzavrebi (Грузия)
- 8 июля Борис Гребенщиков и Русско-ирландский квартет
- 9 июля Проект «Реинкарнация»: Новая жизнь бурятской музыки

Задача проекта «Реинкарнации» состоит в том, чтобы дать новую жизнь музыке, рожденной в Бурятии, с помощью современных электронных «изобразительных» средств. Именно поэтому проект получил название «Реинкарнация», что означает «перерождение» или «новое воплощение». Все музыкальные произведения этого концерта были созданы на средства гранта Президента Российской Федерации для поддержки творческих проектов общенационального значения в области культуры и искусства специально для этого проекта и прозвучали со сцены впервые.
Работа над проектом «Реинкарнация» началась в октябре 2014 года с отбора музыкального материала, над которым работала огромная многонациональная команда: композитор и аранжировщик Нар-Оюу Наранбаатар и её отец — знаменитый монгольский композитор Бадамгарав Наранбаатар, мастера народного бурятского пения Алдар Дашиев, Дашима Согтоева и Арюна Лодоева, бурятско-французское трио Uulzalga, московский дуэт Two Siberians («Белый острог»). Кульминацией концерта стала премьера электронной симфонии в семи частях композитора Виктора Усовича, которая так и называется «Реинкарнация».
- 10 июля «Волынки и Барабаны Санкт-Петербурга», АSKA (Япония)
- 11 июля Open air. SHONO (Иркутск), HorseRadio (Внутренняя Монголия, Китай), «Наадя» (Москва), Uulzalga (Бурятия — Франция), Nemra (Армения).

## Голос кочевников 2016
- Время проведения: 21—23 июля 2016 года.
- Место проведения: Бурятия, Улан-Удэ, Бурятская филармония, туристический комплекс «Степной кочевник» в селе Ацагат в 50 км от Улан-Удэ
- Количество зрителей: 2 тысячи человек.

Участники
- 21 июля Bani (Грузия)
- 22-23 июля Open air Bani (Грузия), Dance Africa Foundation (Гана), Irfan (Болгария), Jaakko Eino Kalevi (Финляндия), A-Sound (Монголия), «Волга» (Москва), «Новая Азия» (Горно-Алтайск), «Лазурно-Золотой Берег Запредельного» (Чита), Through The Tempest (Улан-Удэ), DJ’s Baikal Nomads (Улан-Удэ).

## Голос кочевников 2017
- Время проведения: 14—15 июля 2017 года.
- Место проведения: Бурятия, Улан-Удэ, Бурятская филармония, туристический комплекс «Степной кочевник» в селе Ацагат в 50 км от Улан-Удэ[1].
- Количество зрителей: 4465-6500 человек.

Участники
- 14 июля Open air. «Сагаан Турлааг» (Бурятия), дуэт «ЯТ-ХА»: Альберт Кувезин и Шолбан Монгуш (Тыва), Хатхур Зу (Бурятия), SunSay (Украина), Baikal Nomads DJ’s (Бурятия).
- 15 июля Open air. «Дэлзэн» (Бурятия), Бадма-Ханда, Денис Хоров и STRUTTURA (Бурятия — Москва), Давид Сорроче и Мария Бертос (Испания), Casuarina (Бразилия), «Намгар» (Бурятия), VOLGA (Москва), «Калинов мост» (Москва), Jambinai[англ.] (Корея), Jaakko Eino Kalevi (Финляндия), Baikal Nomads DJ’s (Бурятия), Джун Кавасаки (Япония).

## Голос кочевников 2018
- Время проведения: 20—21 июля 2018 года.
- Место проведения: Бурятия, туристический комплекс «Степной кочевник» в селе Ацагат в 50 км от Улан-Удэ.
- Количество зрителей: 8300 человек.

Программа фестиваля:
20 июля 2018
- «Сагаан турлааг» (Бурятия)
- Дашима Соктоева (Бурятия)
- «The Venopian Solitude» (Малайзия)
- «Алаш» (Тува)
- Макс Филини (Бурятия)
- «3RD Line Butterfly» (Республика Корея)
- Дари (Бурятия)
- «The Colors» (Монголия)
- «Khvgvni DJ» (Чита)

21 июля 2018
- «Урагшаа» (Бурятия)
- «Килижек» (Хакасия)
- «Happy Juzz» (Иркутск)
- «Khomei Beat» (Тува)
- «Nicition» (Монголия)
- Государственный ансамбль моринхуристов Монголии
- «Hanggai» (Китай)
- Вячеслав Бутусов (Санкт-Петербург) — Хедлайнер фестиваля
- «Ocean Jet» (Кострома)
- «Shaman & Shartner» (Бурятия)

## Голос кочевников 2019
- Время проведения: 12—14 июля 2019 года.
- Место проведения: Бурятия, туристический комплекс «Степной кочевник» в селе Ацагат в 50 км от Улан-Удэ.
- Количество зрителей: 8-10 тысяч человек.

Программа фестиваля:
12 июля 2019
- «Аза Хусэл» (Бурятия)
- «Алтын Туу» (Алтай) DASHIMA (Бурятия)
- URNA (Внутренняя Монголия — Германия)
- ИГРО (Бурятия)
- Second Hand Rose (Китай)
- RесОn (Монголия)
- Animal Divers (Южная Корея)

13 июля 2019
- UulUs band (Монголия)
- Turan (Казахстан)
- SHONO (Иркутск)
- Akdan Gwangchil (Корея)
- Kurjan and Two Siberians (Индия/Россия)
- Shara (Грузия)
- «Мельница» (Москва)
- Se So Neon (Корея)
- LudiStelo (Корея)

14 июля 2019
- «Nеизвестный исполнитель» (Иркутск)
- REDLINE (Монголия)
- «Дари» (Бурятия)
- Se So Neon (Корея)
- The Retuses (Москва)
- «Сезон Dождей» (Бурятия)
- Найк Борзов (Москва)

и другие выступления на площадках фестиваля.

## Голос кочевников 2022
- Время проведения: 15—16 июля 2022 года.
- Место проведения: Бурятия, туристический комплекс «Степной кочевник» в селе Ацагат в 50 км от Улан-Удэ.
- Количество зрителей: 9 тысяч человек.

Программа фестиваля:
15 июля 2022
- Hagrin
- Местный бездарь
- Игро
- Runway 53
- IDST
- Сироткин
- EVERTHE8
- Silhouette Tuedsday

16 июля 2022
- Alihan Dze feat. Saryuna
- INGA
- Оммаж
- Сезон Dождей
- Диктофон
- Namgar
- Khoomei beat
- LUTAAR
- Танцы минус
- Золото

и другие выступления на площадках фестиваля.

## Голос кочевников 2023
- Время проведения: 14—15 июля 2023 года.
- Место проведения: Бурятия, туристический комплекс «Степной кочевник» в селе Ацагат в 50 км от Улан-Удэ.
- Количество зрителей: 15 тысяч человек.

Программа фестиваля:
14 июля 2023
Моя Мишель (Москва)
Диктофон (Москва)
Ят-ха (Тыва)
Нукер (Бурятия)
IDST (Москва)
Heynam Sin X Patients (Корея)
Максим Дашинимаев и Арюна (Улан-Удэ)
15 июля 2023
The Hatters (Санкт-Петербург)
Pompeya (Москва)
DOSE (Казахстан)
Маша и Медведи (Москва)
Сезон дождей (Бурятия)
Неет, ты что (Дагестан)
и другие.

## Голос кочевников 2024
- Время проведения: 12—13 июля 2024 года.
- Место проведения: Бурятия, туристический комплекс «Степной кочевник» в селе Ацагат в 50 км от Улан-Удэ.
- Количество зрителей: 20 тысяч человек.

Программа фестиваля:
12 июля 2024
ZOLOTO (Казахстан)
Stolen (Китай)
Обстоятельства (Чебоксары)
LILOVA (Челябинск)
LUTAAR (Улан-Удэ)
Бонд с кнопкой (Москва)
idst (Москва)
B.L.M.D. (Монголия)
Нукер (Улан-Удэ)
Juna (Казань)
Spelaя (Санкт-Петербург)
Максим Дашинимаев и Арюна (Улан-Удэ)
Passmurny (Чебоксары)

13 июля 2024
Therr Maitz (Москва)
Диктофон (Москва)
Меджикул (Санкт-Петербург)
Найк Борзов (Москва)
Ме4та (Санкт-Петербург)
Экспедиция Восход (Москва)
Settlers (Москва)
Ielele (Москва)
Сезон Dождей (Улан-Удэ)
хмыров (Санкт-Петербург)
Etnovoque (Монголия)
Бай Терек (Алтай)
Zal Juglar trio (Аргентина)
Дашима (Улан-Удэ)
Beatiful boys (Саратов)
Sirens (Монголия)

## Голос кочевников 2025
- Время проведения: 11—12 июля 2023 года.
- Место проведения: Бурятия, туристический комплекс «Степной кочевник» в селе Ацагат в 50 км от Улан-Удэ.
- Количество зрителей: около 25 тысяч человек.

Программа фестиваля:
11 июля 2025
Сцена "Солнце"

1. Тимур Болотов (Улан-Удэ)

2. UBEL (Новосибирск)

3. Хмыров (Санкт-Петербург)

4. Антоха MC (Москва)

5. Mxrningstar (Улаанбаатар, Монголия)

6. Feduk (Москва)

Сцена "Звезда"

1. Spiccato (Улан-Удэ)

2. Медведи видят сны (Чита)

3. Yarvi

4. Давай на ты (Минск, Беларусь)

5. Lutaband (Улан-Удэ)

6. Zhenka (Улан-Удэ)

7. Shpingalet (Алабама, США)

Сцена "Луна"

1. Смешанный хор колледжа искусств им. П.И. Чайковского (Улан-Удэ)

2. Вещества (Иркутск)

3. Silhouette Tuesday (Улаанбаатар, Монголия)

4. Намгар (Улан-Удэ)

5. T.Gosha (Санкт-Петербург)

6. Хохма (Ярославль)

7. Мытищи в огне (Москва)

8. Хаски (Иркутск)

9. Kozdan (Чебоксары)

12 июля 2025
Сцена "Солнце"

1. Domog (Улаанбаатар, Монголия)

2. Васса Железнова (Железногорск)

3. Экспедиция Восход (Москва)

4. Zventa Sventana (Москва)

5. Крематорий (Москва)

6. Сезон дождей (Улан-Удэ)

7. Doljin (Улан-Удэ)

8. Dose (Павлодар, Казахстан)

9. МакSим (Москва)

Сцена "Звезда"

1. Алина Ситникова (Улан-Удэ)

2. Да, здравствует невесомость!

3. Максим Дашинимаев и Ariuna (Улан-Удэ)

4. Affair (Москва)

5. Муза (Барнаул)

6. Местный бездарь (Улан-Удэ - Москва)

7. Runway53 (Иркутск)

8. Neriberry (Якутск)

9. INDEX III (Москва)

10. Maerssk (Иркутск)

11. Nastya Quartz (Иркутск)

12. Gurulёv (Иркутск)

13. Redemyr (Иркутск)

Сцена "Луна"

1. Aina (Красноярский край)

2. Дышать (Казань)

3. dudeontheguitar (Сарыагаш, Казахстан)

4. Brazzaville (Лос-Анджелес, США)

5. Samrattama (Костанай, Казахстан)

6. Базар (Москва)

7. Диктофон (Москва)

8. Дельфин (Москва)